# 李惟清 (北宋)
李惟清（943年—998年），字直臣，下邑（今河南省夏邑县）人，北宋大臣。父亲李仲行，担任章丘簿，于是迁居到章丘县。
李惟清宋太祖开宝年间，以三史出仕担任涪陵尉。蜀地百姓崇尚淫祀，得病不治，听从巫师，李惟清擒获大巫处以笞刑，百姓以为会召来灾祸。他日又加责打，百姓知到没有神明为他们附体。然后李惟清教百姓用医药，逐渐改变风俗。当时派遣宦官督输造船的木材，放纵不法，李惟清上奏杀掉，于是知名。到了任期，转任大理寺丞。
太平兴国三年（978年），转任荆湖北路转运判官。太平兴国五年（980年），改任左赞善大夫，充任转运副使，升为正使，就地改任监察御史，兼管南路。曾经入朝奏事，宋太宗问他：“荆湖连续几年丰收，又无徭役，民间有其色吗？”李惟清说：“臣见道官家卖盐每斤为六十四钱，百姓以三斗左右稻米的价格，才可买到一斤。”于是下诏每斤减十钱。转任京西转运使，入朝为度支判官，改任主客员外郎。
雍熙三年（986年），宋朝雍熙北伐攻打幽州，李惟清以为军粮不足，不可轻动。朝廷已经兴师，奏章入内没有回复。判度支许仲宣建议通行盐法，以卖盐每年在乡村收税，和户税一起交纳。李惟清奉诏到荆湖诸路调查，上奏说以盐分配百姓不便，于是停止。完成使命回朝，宋太宗又问民间苦乐不均之事，李惟清回答：“之前在荆湖，百姓买清酒务转卖的官酿，一斗给二升损耗，现在三司给一升，百姓大多改为其他职业，于是每年赋税减少。”宋太宗下诏恢复旧制。未几，出任京东转运使。当时招募丁壮为义军，李惟清上奏：“如果这样，天下无法耕种了。”三次上疏劝谏，于是只在河北选义军，其余各路都叫停。不久，擢升为屯田郎中、度支副使。
端拱初年，转任右谏议大夫，历任户部使，改任度支使。当时遣使在河朔管理方田，大规模发兵。李惟清认为盛春时妨碍农耕，恳求停止。宋太宗说：“士兵民夫已经发出。只是让他们完缮边城而已。”淳化三年（992年），转任给事中，充任盐铁使，于是把帐目上奏。宋太宗说：“费用如此，民力长久如何承受？如果可以减省，即可裁减。”李惟清说：“现在比开宝年间用兵之际，数目多了一倍，因为将帅未得其人，边事不宁，屯兵地区很广大。臣听说汉朝有卫青、霍去病，唐朝有郭子仪、李晟，西北边族远远望见就害怕。如此则边事可息，而支出可减。希望陛下慎重擢升将帅，以有威名之人安定边塞，也许可以节省费用。”宋太宗说：“彼一时，此一时也。现在西北边族变化狡诈，与古代不同。选用将帅，也需要深入体察现在的情况。韩信、彭越虽然是古代名将，用当时的方略，战胜现在的敌人，也恐怕不能成功。现在纵使得到人才，也未可像古代那样委任。这是军机要事，不是卿所知道的。”
淮南榷货务卖岳茶，一斤为一百五十钱。主管的官员说陈旧劣质的二十六万六千余斤，李惟清擅自每斤减五十钱，不上报。滁州、泗州、濠州、楚州、涟水军也以岳茶陈旧劣质，减价卖出。一共亏损一万四千余贯钱，被勾院吏卢守仁揭发，李惟清降职为卫尉少卿，贬黜判官李琯为本曹员外郎，赐给卢守仁十五万钱。不久，李惟清出知广州。至道初年，就地任命为右谏议大夫。宋太宗听说他清廉公正，下诏奖励。至道二年（996年），转任广南东路、广南西路都转运使，不久召入朝廷拜为给事中。过了一个月，担任同知枢密院事。
李惟清倜傥自信，有机谋。处理事情苛刻，所到之处被称为强干。但是由俗吏提升，没有威望。才过了数月，宋真宗即位，加刑部侍郎，再任御史中丞。离开了枢密院，心情不畅，肆意弹劾。咸平元年（998年），去世，时年五十六岁，赠户部尚书。儿子李永锡，官至光禄寺丞、右赞善大夫；李永德，官至殿中丞。

## 延伸阅读
[在维基数据编辑]
 《宋史·卷267》，出自脱脱《宋史》